# Облога Луганської прикордонної бази
Облога Луганської прикордонної бази — атака на управління Луганського прикордонного загону Державної прикордонної служби України проросійськими бойовиками 2—4 червня 2014 року, результатом якої став перехід контролю над місцем розташування управління прикордонного загону до сепаратистів та передислокація загону разом з відділом прикордонної служби «Станично-Луганське» на підконтрольну Уряду України територію.

## Передумови
Перший напад на підрозділи прикордонної служби був здійснений ще 7 травня, коли було захоплено 5 українських прикордонників. 21 травня зазнав атаки відділ прикордонної служби «Станично-Луганське», у прикордонників були поранені. За спогадами очевидців, Луганський прикордонний загін лишався єдиною державною установою в Луганську, над якою на початку літа 2014 року було піднято український прапор.

### Сили сторін
На території розташування управління Луганського прикордонного загону перебувало приблизно 160 осіб персоналу.

## Перебіг подій
У ніч з 1 на 2 червня, близько 00:30 до управління Луганського прикордонного загону прибули близько 100 озброєних бойовиків, які розташувалися навколо території. Переміщення бойовиків було відмічене через тепловізори. Перша атака зі стрілецької зброї розпочалася близько 4 години ранку і тривала близько 40 хвилин. 1 червня Державна прикордонна служба оприлюднила відео штурму.
Вранці 2 червня прикордонники включили по гучномовцю гімн України.
Дії українських прикордонників були сильно обмежені через те, що бойовики вели вогонь із житлового кварталу. За словами Олександра Бригинця, бойовики використовували тактику «живого щита», займаючи для вогневих точок квартири з мирними мешканцями. Бойовики, зокрема, вели гранатометний обстріл застави з даху будинку. За словами прессекретар Луганських прикордонників Олександра Трохимця, відповідати оборонці застави були змушені лише з легкої стрілецької зброї і підствольних гранатометів.
Удень 2 вертольоти ЗСУ завдали ударів по позиціях бойовиків. Також ударів по цілях на відкритій місцевості завдав одиночний Су-27.
Станом на 3 червня прикордонники продовжували триматися в облозі, на 15:00 спостерігалося тимчасове перемир'я. Голова ДПСУ Микола Литвин повідомив, що прикордонники чекають на підкріплення.
4 червня пресслужба Прикордонної служби України повідомила про вихід прикордонників Луганського загону з місця постійної дислокації.

## Втрати
У ході бою 2 червня було поранено вісьмох прикордонників. Терористи втратили — за різними даними — від 5 до 10 осіб, приблизно 30 поранено.

## Реакція
- Помічник міністра оборони США Дерек Шоле засудив напад бойовиків на управління прикордонників та звинуватив Росію у підтримці дій сепаратистів на сході України[22].

## Відзначені
- Серед відзначених за оборону бази — Аршинов Володимир Валерійович, старший сержант Державної прикордонної служби України.
- Гладченко Юрій Валерійович, молодший сержант.

## Пов'язані події
- Авіаудар по будівлі Луганської ОДА 2 червня 2014 року.

## У мистецтві
У лютому 2023 року в прокат вийшов фільм режисера А. Сеітаблаєва «Мирний-21», присвячений обороні Луганського прикордонного загону. Зйомки фільму велися у 2021 році, прем'єра стрічки мала відбутися ще 21 квітня 2022 року, реальні події були художньо переосмисленні творцями стрічки.

## Виноски
1. ↑  Полковник Сергій Дейнеко: "Таких нашлось 32 человека вместе со мной. Остальные 132 человека получили от меня приказ переодеться в гражданскую одежду, уничтожить документы и выходить в город."[2]